# Lanreotide
Il lanreotide è un peptide, analogo della somatostatina, utilizzato nella terapia dell'acromegalia e nella gestione dei sintomi da tumori neuroendocrini, specialmente nella sindrome da carcinoide.
È commercializzato dalla Ipsen con il nome di Somatuline ed è disponibile in numerosi paesi, tra cui Stati Uniti, approvato dalla FDA il 30 agosto 2007, Canada e Australia.

## Farmacologia
Il lanreotide è un analogo della somatostatina, un ormone fisiologicamente presente nel corpo umano, con effetti di inibizione della produzione di altri ormoni, tra i quali la somatotropina (GH), l'ormone tireostimolante (TSH), l'insulina e il glucagone. Il farmaco lega il recettore della somatostatina, in particolare con alta affinità per quelli periferici, e ha la stessa attività dell'ormone endogeno; dimostra inoltre una maggiore emivita, producendo effetti maggiormente prolungati nel tempo.

## Indicazioni
Il lanreotide è utilizzato nel trattamento dell'acromegalia secondaria a tumori secernenti ormone della crescita, ipofisari e non. È inoltre indicato nella gestione dei sintomi causati dai tumori neuroendocrini, in particolare nei carcinoidi e nei VIPomi. Negli Stati Uniti e in Canada è approvato l'uso nell'acromegalia, mentre in Gran Bretagna è approvato anche negli adenomi ipofisari secernenti TSH.
È inoltre studiato il suo utilizzo in altre tipologie di tumore, al pari degli altri analoghi della somatostatina.

## Effetti collaterali
Il principale effetto avverso del trattamento con lanreotide è il dolore lieve-moderato nel sito di somministrazione. Altri disturbi sono soprattutto gastrointestinali, in particolare diarrea, nausea e vomito. Sono stati inoltre riportati episodi di colelitiasi, soprattutto nel trattamento prolungato.

## Formulazioni
Il farmaco è disponibile in due formulazioni a rilascio prolungato: una, venduta come Somatuline LA, con somministrazione intramuscolo da effettuarsi ogni 10-14 giorni e una, Somatuline Autogel o Somatuline Depot, con somministrazione sottocutanea da effettuarsi una volta al mese.